# Římskokatolická farnost Bratřejov
Římskokatolická farnost Bratřejov je územní společenství římských katolíků s farním kostelem svatého Cyrila a Metoděje v děkanátu Vizovice. 

## Historie farnosti
První písemná zmínka o obci pochází z roku 1481. Kostel svatého Cyrila a Metoděje byl vystavěn v letech 1871–1890 v novogotickém slohu. Budovatelem chrámu byl vizovický děkan Jan Bartoš (1829–1899). Finanční prostředky získal z milodarů věřících a darů různých institucí, které obesílal s žádostí o příspěvek. Jedním z mnoha dárců byl i samotný císař František Josef I. Základní kámen kostela byl položen 22. října 1871; kostel byl vysvěcen 22. října 1890 brněnským biskupem Františkem Saleským Bauerem.
Samostatná farnost byla založena roku 1899.,

## Duchovní správci
Farnost je spravována z Vizovic. Současným administrátorem excurrendo  Od července 2016 byl administrátorem excurrendo R. D. Mgr. Josef Rosenberg. Toho s platností o července 2018 vystřídal R. D. ICLic. Mgr. Vít Hlavica . Nadále jej nahradil R.D. Mgr. Vladimír Mrázek

## Bohoslužby
| Kostel                    | Místo     | Bohoslužba (den)    | Hodina                             | Poznámka     |
| ------------------------- | --------- | ------------------- | ---------------------------------- | ------------ |
| svatého Cyrila a Metoděje | Bratřejov | neděle středa pátek | 10.30 17.30 17.30 (první v měsíci) | farní kostel |

## Aktivity ve farnosti
Ve farnosti se pravidelně koná tříkrálová sbírka. V roce 2017 činil její výtěžek 23 181 korun.